# Bagthorpe (Nottinghamshire)
Bagthorpe – wieś w Anglii, w hrabstwie Nottinghamshire. Leży 16 km na północny zachód od miasta Nottingham i 189 km na północny zachód od Londynu.